# Der letzte Trapper
 Der letzte Trapper  ist ein halbdokumentarischer Spielfilm über das Leben eines der letzten echten Trapper in den kanadischen Rocky Mountains. Der Film erzählt das sehr harte, aber auch schöne Leben des Trappers Norman Winther, der mit seiner Frau, der Nahanni-Indianerin Nebraska, und ein paar Huskies in den Rockies überwiegend von der Natur lebt. Man begleitet Norman durch alle vier Jahreszeiten, beim Hausbau, bei seinen kleinen Reisen zu Pferd oder Schlitten in größere Städte zum Materialkauf, erfährt die Stellung solcher Menschen zur Natur und die Überlegung des Trappers, dieses Leben wegen der großen Abholzung und der sinkenden Pelzpreise in Kanada aufzugeben.
Filmstart in Deutschland war der 5. Januar 2006, in Frankreich besuchten den Film über zwei Millionen Zuschauer.

## Handlung
Es ist Winter im Yukon-Territorium in den Rocky Mountains und der Trapper Norman Winther führt ein beschauliches Leben mit seiner Indianer-Frau Nebraska, zwei Pferden und sieben Huskies in einer Blockhütte in einer wunderschönen Gegend. Im Frühling inspiziert er täglich sein "Revier" zu Fuß, Pferd oder mit dem Kanu und geht auf die Jagd, während seine Frau Früchte sammelt, kocht, sich um die Hunde kümmert oder auch mitfährt. Beide leben fast ausschließlich von der Natur ohne Elektronik, auch die meisten Reparaturarbeiten erledigt Norman mit Materialien, die die Natur bietet. Bei seinen Erkundungsfahrten entdeckt der Trapper, dass die Gegend schon sehr stark abgeholzt ist und weniger Lebensraum für Tiere bietet. Somit kann auch Norman weniger Tiere erlegen und weniger Geld durch den Pelzverkauf einnehmen. Auch bei seinem Besuch in Dawson City merkt er, als er Pelze zu immer niedrigeren Preisen verkaufen muss, dass sich dieses Leben immer weniger zu lohnen scheint. Bei diesem Aufenthalt in der Stadt stirbt bei einem Autounfall sein treuester Hund Nanuk, der ihn auf allen Reisen begleitet hatte. Wieder zurück bei seinem Haus beschließen Norman und Nebraska, dass sie wegen der Abholzung in ein anderes Gebiet umziehen müssen und somit eine neue Blockhütte brauchen. Die Bauarbeiten, die beide völlig allein verrichten, dauern den ganzen Sommer lang, und es scheint knapp zu werden, vor dem Schneeeinbruch fertig zu werden. Als das Haus fast fertig ist, unternimmt Norman eine weitere Reise nach Dawson City, um über den Winter die Pferde bei einem Freund unterzubringen und Fensterscheiben und andere Materialien für die neue Hütte zu besorgen. Als er in ein Wasserflugzeug einsteigen will, um loszufahren und die schweren Lasten so zu der Hütte zu bringen, hält ihn ein Freund zurück, um ihm ein Geschenk zu überreichen: eine junge Schlittenhunddame als Ersatz für Nanuk, da er noch einen Hund für sein Schlittenhundgespann braucht. Von diesem Hund ist Norman anfangs wenig begeistert, obwohl die Hundedame von einer erfolgreichen Rennhündin, die das Iditarod Rennen gewann, abstammt, und ist der Meinung, er brauche einen Leithund, keinen Rennhund. Als ihm dieser aber im Winter das Leben rettet, indem er die anderen Hunde dazu bewegt, zu Norman zurückzukehren, der in ein Eisloch auf einem See eingebrochen ist und nicht mehr herauskommt, ändert er seine Meinung. Der Film läuft mit dem Alltag des Trappers weiter, wobei er auch das Verhältnis eines Trappers zur Natur erklärt und sagt, dass der Mensch den Kontakt zur Natur nie hätte aufgeben dürfen.

## Produktion
Die Produktion des Films, besonders das Drehen, war sehr aufwändig. Da zum Teil bei Temperaturen unter −50 °C gedreht wurde, musste sich das Material monatelangen aufwändigen Tests unterziehen, um auch starke Temperaturschwankungen zu überstehen (von +20 °C in der Hütte zu −40 °C außen).
Das viele Material konnte in dieser Wildnis auch nur schwer transportiert werden, deshalb kam nur der Transport mit dem Flugzeug infrage.

## Kritiken
- Laut Lexikon des internationalen Films ist es ein „bildgewaltiger Naturfilm mit dramaturgischen Einschüben bekannter Abenteuerklischees“.[3]